# Миле Гайдаджиев
Миле Велев Гайдаджиев с псевдоним Исаков е български революционер, битолски войвода на Вътрешната македоно-одринска революционна организация.

## Биография
Гайдаджиев е роден в 1879 година в Битоля, тогава в Османската империя. Завършва IV клас в българската гимназия в Битоля. През Илинденско-Преображенското въстание е начело на чета от 30 души, с която изгаря бейските кули в село Кукуречани.
След разгрома на въстанието става районен началник на Гяваткол. По-късно е избран в Битолския околийски революционен комитет. В 1907 година е задържан и осъден на 101 години затвор. След Младотурската революция на следната година е амнистиран.